# Луизиада
Луизиада (на английски: Louisiade Archipelago) е архипелаг между Соломоново море на север и Коралово море на юг, разположен на около 200 km югоизточно от остров Нова Гвинея. Той е владение на Папуа Нова Гвинея и съставлява част от провинция Милн Бей. Площта му е 1871 km², а населението през 2014 г. – 47 000 души.
Архипелагът Луизиада е разположен югоизточно от полуостров Папуа на остров Нова Гвинея и се простира на около 420 km от запад на изток и на 105 km от север на юг. Състои се от 10 неголеми острова и около 90 малки островчета и морски скали, обградени от коралови рифове. Най-големите острови са: Ванатинаи (Тагула, 830 km²), Ръсел (292,5 km²), Мисима (214,5 km²), Басилаки (106 km²), Сидеиа (101,3 km²). Главните острови са предимно хълмисти и нископланински с максимална височина връх Риу (806 m) на остров Мисима. Климатът им е тропичен, влажен. Покрити са с гъсти вечнозелени гори. Разработват се малки находища на злато. През 2014 г.населението на архипелага наброява 47 000 души, като негов основен поминък е отглеждането на кокосови палми и риболов.
През месец юли 1606 г. испанският мореплавател Луис Ваес де Торес открива два от главните острова на архипелага. През юни 1768 г. първият френски околосветски мореплавател Луи Антоан дьо Бугенвил ги открива вторично след Торес и ги наименува в чест на тогавашния френски крал Луи XV. През май 1793 г. друг виден френски мореплавател Жозеф Антуан д'Антрекасто продължава откриването на архипелага и изследването му. През 1849 г. британският морски топограф Оуен Стенли дооткрива, описва, изследва и картира детайлно целия архипелаг.